# トミーズ・小枝の素敵なダーリン
トミーズ・小枝の素敵なダーリン（トミーズ・こえだのすてきなダーリン）は、1999年10月10日から2004年9月26日の5年間、讀賣テレビ放送（関西ローカル）で毎週日曜日に放送されていたテレビ番組である。一時期広島テレビ放送でも日曜午前11:00 - 11:30の枠で、西日本放送では最初は平日（何曜日か不明）の午後4時頃で、途中から平日で曜日が変わり、朝のワイドショー後の午前10時台にも放送していたことがある。
街で見かけた気になる奥さんの夫を訪問するバラエティー番組である。
2004年9月26日をもって終了。最終回のタイトルは『トミーズ・小枝の素敵なダーリン・我々の家の中も全部のぞかれちゃいましたスペシャル』だった。

## 放送時間
- 日曜17:00 - 17:30：1999年10月10日 - 2003年7月6日
- 日曜13:30 - 14:00：2003年7月13日 - 2004年9月26日

## 出演者
- トミーズ
  - トミーズ雅
  - トミーズ健
- 桂小枝
- 前述された一般人の夫婦  クライマックスには、夫婦でのチュー（キス）がある。

| 読売テレビ 日曜17:00 - 17:30 | 読売テレビ 日曜17:00 - 17:30                                     | 読売テレビ 日曜17:00 - 17:30             |
| 前番組                       | 番組名                                                           | 次番組                                   |
| ---------------------------- | ---------------------------------------------------------------- | ---------------------------------------- |
| 特番枠                       | トミーズ・小枝の素敵なダーリン （1999年10月10日 - 2003年7月6日） | 特番枠                                   |
| 読売テレビ 日曜13:30 - 14:00 |                                                                  |                                          |
| 特番枠                       | トミーズ・小枝の素敵なダーリン （2003年7月13日 - 2004年9月26日） | たかじんのそこまで言って委員会 ※30分拡大 |

| スタブアイコン | サブスタブ | この項目は、まだ閲覧者の調べものの参照としては役立たない、テレビ番組に関連した書きかけの項目です。この項目を加筆・訂正などしてくださる協力者を求めています（P:テレビ/PJ:放送または配信の番組）。 |